# Nijemci
Nijemci – wieś w Chorwacji, w żupanii vukowarsko-srijemskiej, w gminie Nijemci. W 2011 roku liczyła 1605 mieszkańców.